# Santa Isabel (Santa Fe)

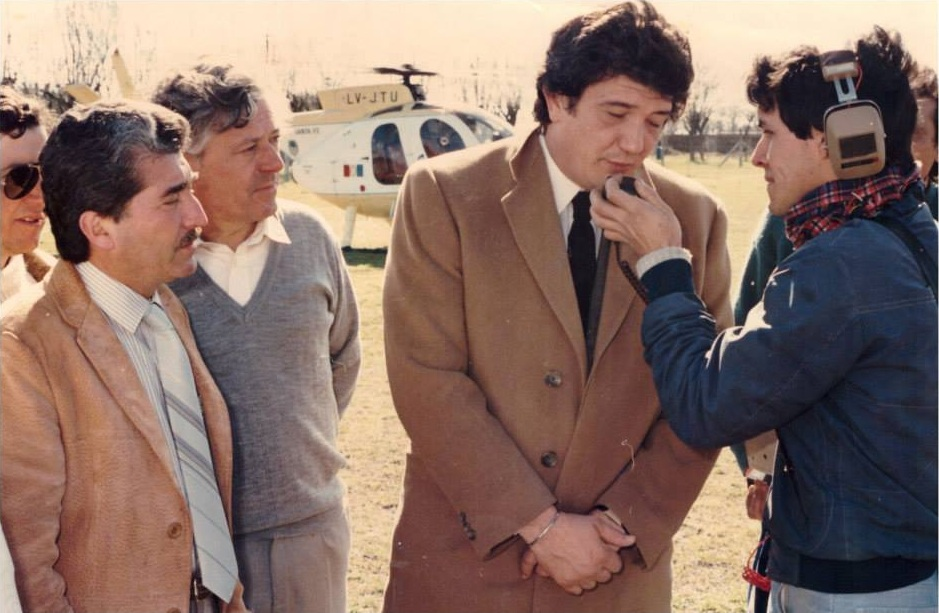
José María Vernet en Santa Isabel el 21 de agosto de 1987.

Santa Isabel es una localidad del departamento General López, provincia de Santa Fe, Argentina. Dista 322 km de la ciudad de Santa Fe. Se encuentra 5 km al sur de la Ruta Nacional 8, importante carretera internacional que la vincula con ciudades como: Colón, Pergamino, Venado Tuerto, Maggiolo, La Carlota y Río Cuarto.
Su conexión a la arteria nacional se da a través de la Ruta Provincial N.º 94, sobre la cual se halla el acceso principal al pueblo y la cual la conecta con la ciudad vecina de Villa Cañas y con la localidad de Teodelina.
Fue fundado en el año 1908, tras el remate de tierras de la empresa Devoto. Un grupo de inmigrantes adquirió los primeros terrenos del pueblo.

## Parajes
- Campo Las Rosas
- Estación Otto Bemberg
- Rastreador Fournier
- Runciman

## Santa patrona
- Santa Isabel, festividad: 8 de julio

## Creación de la Comuna
- 10 de abril de 1911

## Historia

### Pueblos originarios
Las tierras pertenecían a diversas parcialidades querandíes que durante milenios las habitaron, aunque en algún momento sufrían invasiones por parte de los aucas o araucanos trasandinos, que incursionaban desde la cordillera a lo largo del Río Quinto, cazando la fauna de esta zona. En el siglo XVIII, época del Virreinato del Río de la Plata, los Pampas, engordaban con ganado cimarrón que usaban para el sustento. Su vida era, como la de todos los aborígenes, vivir de la caza como lo habían hecho durante siglos sus antepasados, y de los "malones" , etc. A partir de 1776 para intentar controlar el asedio de dichos pueblos, se levantan los Fortines de Melincué, India Muerta, Pavón y Esquina, quedando la zona donde años después se fundaría Santa Isabel fuera de estas líneas. En 1852 esta zona queda dentro de la línea de frontera Río Cuarto - La Carlota - Laguna de Hinojo (Venado Tuerto) - Melincué - Fortín Chañar (Teodelina)

### Los europeos
- 1857 Santa Isabel seguía sin europeos, con ganado cimarrón. Miguel Rueda compra 15 km x 10 km (15.000 ha = 6 leguas) y arma la Estancia; otra era la "Estancia La 76", de 3 leguas (en 1901 era del inglés Robert Inglis Runciman), dedicado al negocio inmobiliario. En 2006, no se ha subdividido (está atravesada por el FCGBM (concesionado a NCA con la "Estación de Ferrocarril Runciman". La zona más extensa era de Tomás Amstrong (representante del Ferrocarril Central Argentino), y pasa la tierra pública a privados
- 1874 T. Armstrong posee 140.000 ha; una de sus herederas, Josefina Elortondo, casada con Otto Bemberg, recibe la "Estancia de Las Rosas" (3.694 ha 1,5 legua), se vende en 1962 a los exarrendatarios. Allí pasa el FF.CC Pacífico (une la "Estación Otto Bemberg" con Rosario); en 1950 la línea se extendió a la "Estación Santa Isabel" en la zona urbana. La zona Sur y Centro del distrito eran de Diego de Alvear: abarcaban los distritos de Cristophersen, San Gregorio, Diego de Alvear, Teodelina, Villa Cañás, parte de María Teresa, Santa Isabel, Hugues, Wheelwright, Juncal y noroeste de la provincia de Buenos Aires

La "Estancia La Colina", de 6 leguas² (16.199 ha) de William Rotger Gilmour, heredada por su Hno. George Gilmour, y vende en 1906 a Bartolomé Devoto. La "Sociedad Devoto y Cía." vende el terreno en lotes desde 4 ha a campos de 65, 250 y 340 ha; y traza el pueblo en 115 manzanas
- 8 de febrero de 1908 los lotes se rematan, luego de aprobada la traza del pueblo y colonia (Secretaría del Ministerio de Gobierno de Santa Fe): "colonización privada" (no hubo intervención del Estado). Se vendieron 42 quintas chicas, 19 quintas grandes y 48 chacras de entre 250 y 340 ha. Es considerado acto fundacional del Pueblo y Colonia de Santa Isabel.

## Entidades Deportivas
- Armonía Bochas Club

- C. S. y D. General Belgrano (Santa Isabel)
- Club Sportivo Juventud Unida

## Turismo rural
- Estancia San Miguel: experiencia en la pampa argentina. Espacio para el descanso y los deportes, con raíces gauchescas. En RN 8 km 331 a mano izquierda.

## Medios de comunicación
- Diario Digital Leguas Noticias

## Televisión
- Video Cable Santa Isabel - Canal 2

## Radios
- FM 100.3 - Radio Santa Isabel
- FM 94.7 - La Noventa y Cuatro

## Personalidades destacadas
- Laureano Tombolini . Hizo las divisiones inferiores en Rosario Central, donde en el año 1998 debutó en Primera División.

- Lucas Ischuk . Comenzó su carrera en el Defensores de Belgrano, durante la temporada 2001-2002. También jugó en clubes como Atlético de Tucumán (logrando el ascenso a primera división) y Sarmiento de Junín.

- Ramiro Fassi . Hizo las divisiones inferiores en Rosario Central, y fue en este mismo club donde debutó en la máxima división de fútbol argentino y jugó en clubes de talla internacional de Perú y Bolivia.

## Parroquias de la Iglesia católica en Santa Isabel
| Diócesis  | Venado Tuerto            |
| --------- | ------------------------ |
| Parroquia | Santa Isabel de Portugal |